# ألبرتو غريمالدي
ألبرتو غريمالدي (بالإيطالية: Alberto Grimaldi)‏ هو منتج أفلام إيطالي، ولد في 28 مارس 1925 في نابولي في إيطاليا.

## وصلات خارجية
- ألبرتو غريمالدي على موقع IMDb (الإنجليزية)
- ألبرتو غريمالدي على موقع ألو سيني (الفرنسية)
- ألبرتو غريمالدي على موقع قاعدة بيانات الأفلام السويدية (السويدية)
- ألبرتو غريمالدي على موقع قاعدة بيانات الفيلم (الإنجليزية)
- ألبرتو غريمالدي على موقع كينوبويسك (الروسية)